# Acanthurus thompsoni
Acanthurus thompsoni (Fowler, 1923) è un pesce osseo marino appartenente alla famiglia Acanthuridae.

## Distribuzione e habitat
L'areale di A. thompsoni comprende gran parte dell'indo-Pacifico tropicale dalle coste africane orientali alle Hawaii, le isole Marchesi e l'isola di Ducie. A nord raggiunge il Giappone meridionale, a sud Rapa, nella Polinesia meridionale.
Popola i lati esterni delle barriere coralline specie dove sprofondano bruscamente. È una specie semipelagica che vive nell'acqua aperta sopra le formazioni coralline.
Viene riportata una distribuzione batimetrica tra 4 e 119 metri di profondità ma normalmente si incontra tra 5 e 70 ed è comune solo sopra i 30 metri.

## Descrizione
Questa specie, come gli altri Acanthurus, ha corpo ovale, compresso lateralmente. La bocca è piccola, posta su un muso sporgente; sul peduncolo caudale è presente una spina mobile molto tagliente. La pinna dorsale è unica e piuttosto lunga, di altezza uniforme. La pinna anale è simile ma più corta. La pinna caudale è lunata. Le scaglie sono molto piccole. La livrea è nerastra o bruno scura con pinna caudale bianca. Sono presenti due macchie nere, una alla base delle pinne pettorali e una alla fine della pinna dorsale ma sono difficilmente distinguibili nel colore di fondo scuro. Sembra che gli individui provenienti dall'oceano Indiano non abbiano la coda bianca. A distanza può essere confuso con A. nubilus.
La taglia massima nota è di 27 cm.

## Biologia

### Comportamento
Vive sia solitario che in gruppetti poco coesi.

### Alimentazione
La dieta è basata sullo zooplancton con la preferenza per gli esemplari gelatinosi e di grandi dimensioni come meduse e sifonofori ma anche crostacei e uova e larve di pesci.

## Pesca
Viene pescato in alcune parti del suo areale, soprattutto come bycatch.

## Acquariofilia
Si trova raramente sul mercato dei pesci d'acquario.

## Conservazione
Si tratta di una specie comune o abbondante in tutto l'areale. Solo in alcune località del Kenya si sono registrate rarefazioni a causa della sovrapesca. La lista rossa IUCN la classifica come "a rischio minimo".